# 葛摩國家奧林匹克和體育委員會
科摩羅國家奧林匹克和體育委員會（英語：Comoros National Olympic and Sports Committee）是科摩羅的國家奧林匹克委員會和體育部明。該組織成立於1979年，是國際奧委會和非洲國家奧林匹克委員會聯合會的成員。1996年，首次派員參加在美國阿特蘭大的夏季奧運會。
現時，科摩羅國家奧林匹克和體育委員會的總部設在莫羅尼，主席是Mr Ibrahim Ben Ali。

## 資料來源
1. ↑  .   [2014-04-01]. （原始内容存档于2016-06-24）.